# 姚瑞光
姚瑞光（1919年11月25日—2017年8月31日），廣西蒙山縣人，中華民國法律學者，中華民國前司法院大法官。

## 生平
姚瑞光畢業於中央政治學校法律系，高等考試司法官考試及格，姚瑞光於政大就讀時，受當時法律系主任梅仲協之影響，加上自己不怕困難之個性，於升上大學二年級時選讀了法律系。姚瑞光於政大畢業後，先在地方政府擔任公職，後轉任法官，於臺灣新竹地方法院擔任法官，同期同學為謝懷拭。
1948年擢升為臺灣高等法院臺南分院法官，並且創下紀錄將累積之案件清理完畢，其後累遷臺灣高等法院推事、庭長，最高法院法官、庭長等職。1976年，出任中華民國政府司法院第四屆大法官。1985年退職。
在學術方面，姚瑞光公餘亦在台灣大學、政治大學、東吳大學講授民事訴訟法課程，其民事訴訟法在台灣自成一家之言；而姚瑞光於擔任公職時期累積大量經驗，對於法條非常熟悉，故於課堂上，可完全不帶資料、法條授課。除此之外，姚瑞光的民法物權領域之造詣亦頗為深厚。
姚瑞光教授自法界退休後仍於東吳大學法律系教授民事訴訟法，並且於2013年初卸下教職。
2014年5月21日為表彰他在法學理論和實務上的貢獻，獲國立政治大學頒授名譽法學博士學位。
2017年8月31日因器官衰竭辭世，享耆壽97歲並已於9月2日安葬。